# Lamborghini Centenario
Lamborghini Centenario är en superbil som den italienska biltillverkaren Lamborghini introducerade på Internationella bilsalongen i Genève i mars 2016. Modellen byggs som en hyllning till företagets grundare Ferruccio Lamborghinis 100-årsdag.
Modellen är baserad på Lamborghini Aventador. Lamborghini bygger 40 exemplar, varav 20 med täckt och 20 med öppen kaross. Samtliga är redan sålda, till ett pris om 16 300 000 SEK.